# Kniewo (Wejherowo)
Kniewo (deutsch Kniewenbruch) ist ein Dorf im Verwaltungsbezirk Landgemeinde Wejherowo in der polnischen Woiwodschaft Pommern und gehört zum Powiat Wejherowski (Neustädter Kreis).

## Geographische Lage
Das Dorf liegt in der Nähe der früheren Grenze zwischen Hinterpommern und Westpreußen, etwa 27 Kilometer ostnordöstlich von Lauenburg in Pommern, zwölf Kilometer nordwestlich von Wejherowo (Neustadt in Westpreußen) und neun Kilometer südsüdöstlich des Dorfs Gniewino (Gnewin). An dem Dorf fließt die Rheda vorbei.

Kniewenbruch, nordwestlich von Neustadt in Westpreußen und ostnordöstlich von Lauenburg in Pommern in Hinterpommern, auf einer Landkarte von 1910

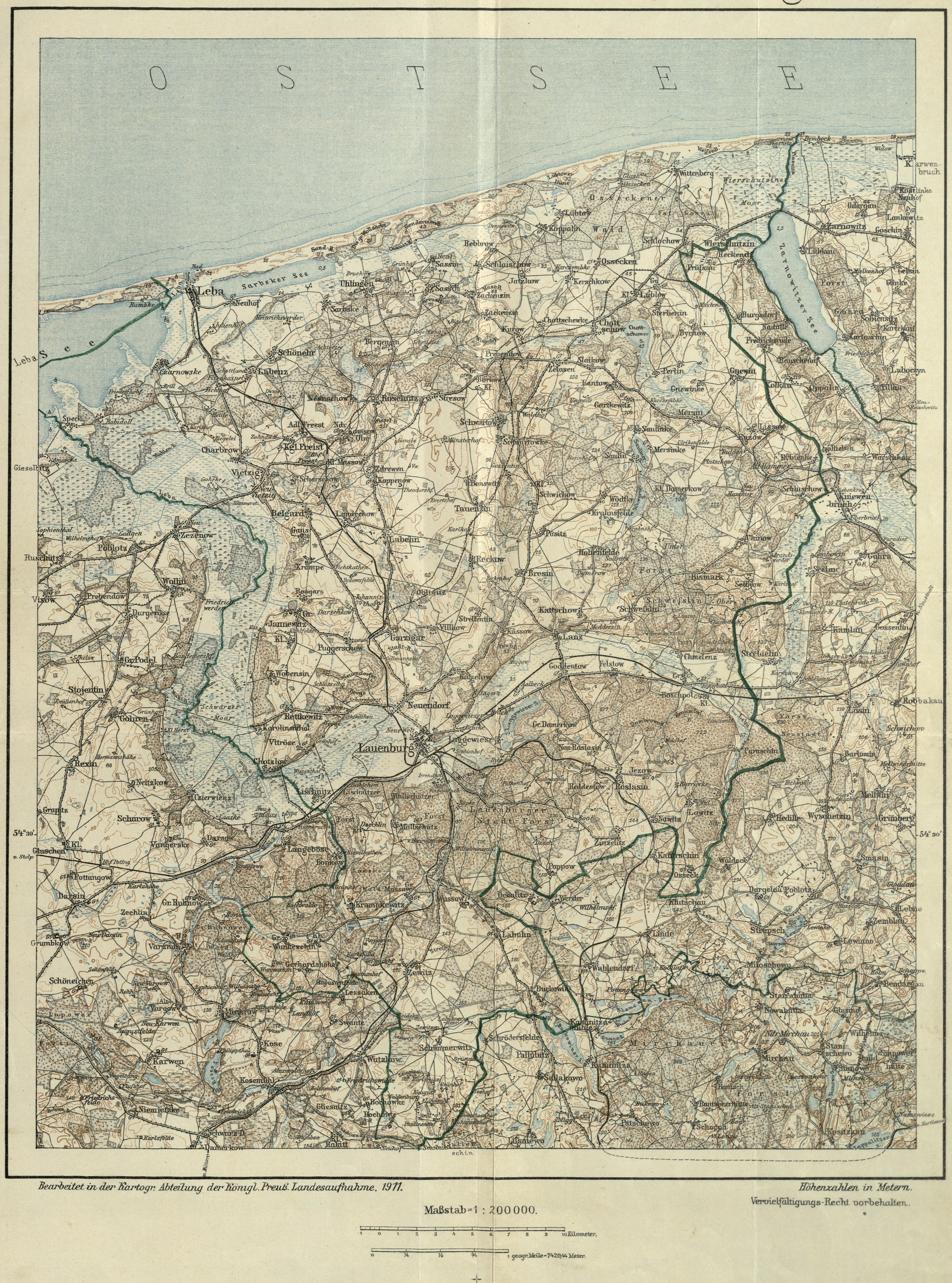
Kniewenbruch, ostsüdöstlich der Stadt Leba an der Ostsee, ostnordöstlich der Stadt Lauenburg in Pommern und nordwestlich der Stadt Neustadt in Westpreußen, auf einer Landkarte von 1911

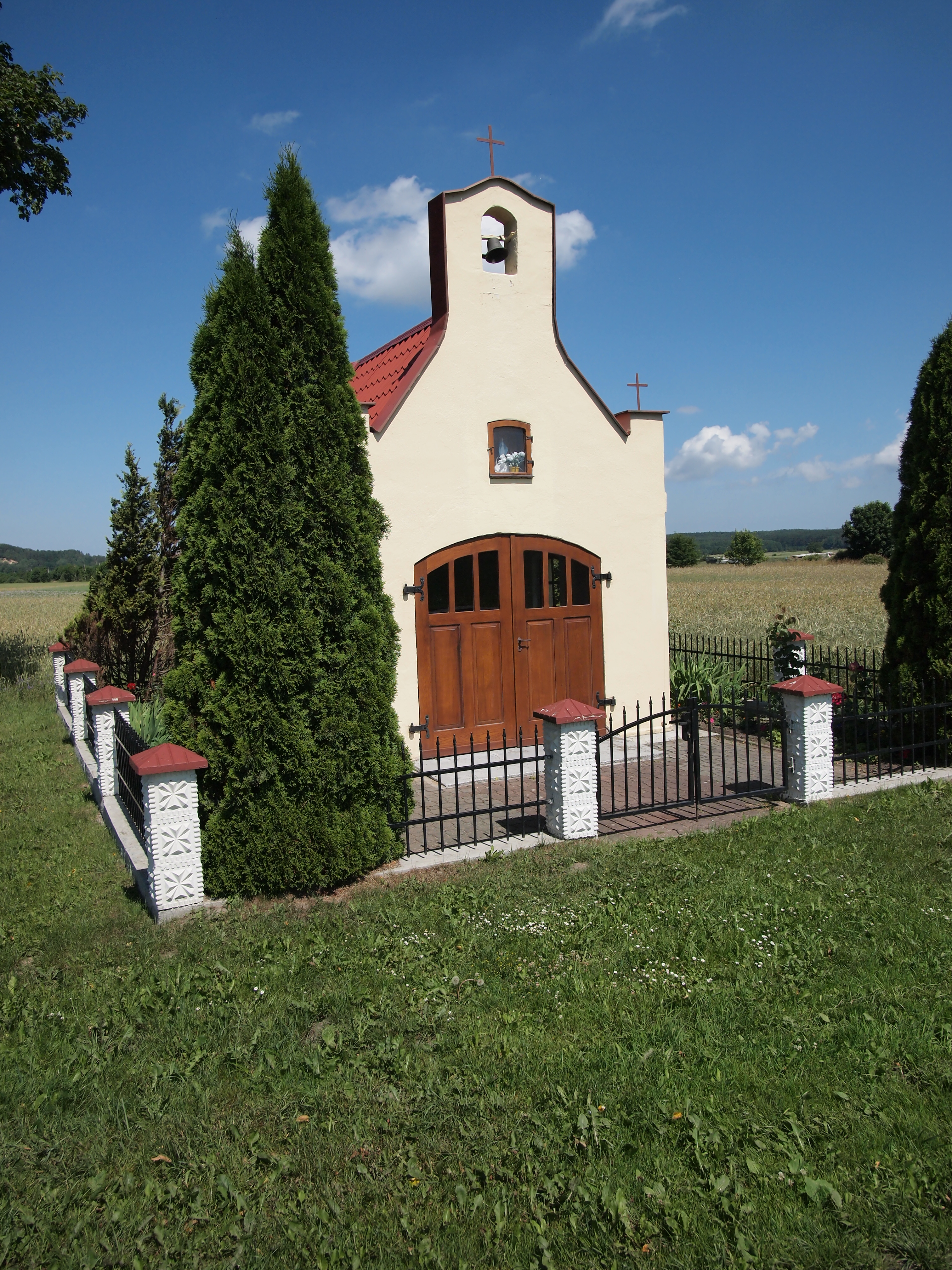
Kapelle (2011)

## Geschichte
Ältere Ortsbezeichnungen sind Kniewen (1400) und Knifen (1404); vom Deutschen Orden wurde der Ort in Neuenwerder umbenannt. Die älteste überlieferte Nachricht stammt aus dem Zinsbuch des Ordens, wonach im Jahr 1400 von 35 Hufen 18 wüst lagen; demnach müssen schon vorher Privilegien vergeben worden sein. Im Privileg vom 11. Dezember 1404 überlässt der Deutschordens-Hochmeister Albrecht von Schwarzburg dem Klaus von Osche und dem Heinrich Breslau das Dorf mit 40 kulmischen Hufen zur Besiedlung.
Im Jahr 1789 wird Kniewenbruch oder Kniewit blotto als ein im Besitz des Königs befindliches emphyteutisches Bauerndorf mit 31 Feuerstellen (Haushaltungen) bezeichnet.
Im Jahr 1865 betrug die Grundsteuer für die Landgemeinde Kniewenbruch 178 Reichstaler, 27 Silbergroschen und fünf Pfennige.
Als nach dem Ersten Weltkrieg der Versailler Vertrag die Verlegung des Polnischen Korridors durch das Reichsgebiet vorsah, wurde Kniewenbruch aus dem Kreis Neustadt in Westpreußen am 2. August 1919 in den Kreis Lauenburg in Pommern eingegliedert.
Anfang der 1930er Jahre hatte die Landgemeinde Kniewenbruch eine Flächengröße von 7,5 km². Innerhalb der Gemeindegrenzen standen insgesamt 54 bewohnte Wohnhäuser an drei verschiedenen Wohnstätten:
1. Kniewenbruch
2. Krähoff
3. Prinkowo

Um 1935 hatte Kniewenbruch einen Gemischtwarenladen und zwei Schuhmachereien.
Bis 1945 bildete Kniewenbruch eine Landgemeinde im Landkreis Lauenburg in Pommern im Regierungsbezirk Köslin der preußischen Provinz Pommern im Deutschen Reich. Kiewenbruch war dem Amtsbezirk Rieben zugeordnet.
Gegen Ende des Zweiten Weltkriegs besetzte Anfang März 1945 die Rote Armee die Region. Bald darauf wurde der Kreis Lauenburg von der Sowjetunion zusammen mit ganz Hinterpommern der Volksrepublik Polen zur Verwaltung überlassen. Anschließend begann die Zuwanderung polnischer Zivilisten, von denen die deutschen Dorfbewohner aus ihren Häusern und Gehöften gedrängt wurden. Der Ortsname Kniewenbruch wurde zu Kniewo polonisiert. In der darauf folgenden Zeit wurden die einheimischen Dorfbewohner von der polnischen Administration aus Kniewenbruch vertrieben.

### Demographie
| Jahr | Einwohner | Anmerkungen                                                                 |
| ---- | --------- | --------------------------------------------------------------------------- |
| 1818 | 139       | königliches emphyteutisches Dorf; davon 103 Lutheraner und 36 Katholiken    |
| 1852 | 235       | Dorf                                                                        |
| 1864 | 261       | am 3. Dezember, Gemeindebezirk                                              |
| 1867 | 256       | am 3. Dezember, Gemeindebezirk                                              |
| 1871 | 250       | am 1. Dezember, Gemeindebezirk, davon 244 Evangelische und sechs Katholiken |
| 1910 | 413       | am 1. Dezember, Dorf                                                        |
| 1925 | 317       | darunter 280 Evangelische und 37 Katholiken                                 |
| 1933 | 321       | [ 14 ]                                                                      |
| 1939 | 267       | [ 14 ]                                                                      |

## Kirche

### Kirchspiel bis 1945
Die vor 1945 hier lebenden Dorfbewohner gehörten mehrheitlich der evangelischen Konfession an. Die evangelischen Einwohner von Kniewenbruch gehörten zum evangelischen Kirchspiel in Gnewin.
Das katholische Kirchspiel war in Wierschutzin.

### Polnisches Kirchspiel seit 1945
Die seit 1945 und Vertreibung der einheimischen Dorfbewohner anwesende polnische Einwohnerschaft ist überwiegend katholisch.
Hier lebende evangelische Polen sind dem weit entfernten Pfarramt der Kreuzkirchengemeinde in Stolp in der Diözese Pommern-Großpolen der Evangelisch-Augsburgischen Kirche in Polen zugeordnet, deren nächstgelegene Predigtstätte in Lębork (Lauenburg in Pommern) ist.